# Anthony Bourdain: Viaggio di un cuoco
Anthony Bourdain: Viaggio di un cuoco (A Cook's Tour) è un programma televisivo realizzato nel 2001 e 2002 dall'emittente statunitense Food Network e trasmesso in Italia dal 2007 su Discovery Travel & Living (canale 426 di Sky).
Il protagonista del programma è il cuoco franco-statunitense Anthony Bourdain, impegnato a visitare paesi esotici alla scoperta di culture e cucine locali. Dalla Thailandia al Sud America, dalla Svezia all'Australia, troviamo Bourdain alle prese con varie situazioni culinarie, alla ricerca della varietà, dell'"estremo cibarsi" e della perfezione. Non mancano intermezzi divertenti e situazioni paradossali.
Oltre al programma TV è stato pubblicato anche un libro omonimo.